# Xanthotrogus semnanensis
Xanthotrogus semnanensis är en skalbaggsart som beskrevs av Keith 2003. Xanthotrogus semnanensis ingår i släktet Xanthotrogus och familjen Melolonthidae. Inga underarter finns listade i Catalogue of Life.